# Silene laevigata
Silene laevigata är en nejlikväxtart som beskrevs av James Edward Smith. Silene laevigata ingår i släktet glimmar, och familjen nejlikväxter. Inga underarter finns listade i Catalogue of Life.